# Fortín Nueva Asunción
Fortín Nueva Asunción (también conocido como Comunidad Indígena Pykasú) es una localidad paraguaya del Departamento de Boquerón, ubicada en el kilómetro 728 de la ruta PY09 "Transchaco", a unos 730 km de Asunción.
Administrativamente forma parte del distrito de Mariscal Estigarribia, ubicado a unos 205 km de distancia.

## Toponimia
Su nombre de Nueva Asunción, es en homenaje a la ciudad de Asunción, la capital del Paraguay.

## Historia
Desde 1905 Bolivia empezó a ocupar de forma discreta el Chaco Boreal, que en ese tiempo se encontraba en disputa con Paraguay, fundando pequeños fuertes militares conocidos como "fortines". 
En 1931 los bolivianos abrieron caminos desde Carandaity para comunicar sus fortines más importantes de la zona: Algodonal, Yrendagüé, Siracua, Picuiba, La Faye, Garrapatal, Camacho, etc. Por lo que el Fortín Picuiba (actual Fortín Nueva Asunción) fue originalmente un puesto militar boliviano que se encontraba en el camino entre otros fortines más importantes de la zona.
Luego, entre 1932 y 1935 estalló la Guerra del Chaco entre Bolivia y Paraguay. En ese contexto, el 15 de agosto de 1934 el Fortín Picuiba fue capturado por soldados del ejército paraguayo. 
En 1938 se firmó el Tratado de paz, amistad y límites, y el Fortín Picuiba quedó finalmente dentro del actual territorio paraguayo y posteriormente fue renombrado como "Fortín Nueva Asunción".

## Demografía
En la actualidad la localidad cuenta con unos 250 habitantes aproximadamente, siendo la mayoría de ellos personal militar e indígenas de la etnia guaraní occidental.